# Гочашвили, Георгий Александрович
Георгий Александрович Гочашвили (груз. გეორგი ალექსანდროვიჩ გოჩაშვილი; 1904, Тифлис, Тифлисский уезд, Тифлисская губерния, Российская империя — 14 декабря 1988) — советский хозяйственный, государственный и партийный деятель.

## Биография
Родился в 1904 году в Тифлисе. Член ВКП(б) с 1927 года.
С 1929 года — на хозяйственной, общественной и политической работе. В 1929—1954 гг. — в Закавказском краевом комитете ВЛКСМ, в ЦК ЛКСМ Грузии, в Политическом отделе Закавказской железной дороги, инструктор Культурно-просветительного отдела Закавказского краевого комитета ВКП(б), инструктор, заместитель заведующего Отделом руководящих партийных органов ЦК КП(б) Грузии, и. о. секретаря ЦИК Грузинской ССР, и. о. 1-го секретаря Областного комитета КП(б) Грузии Юго-Осетинской автономной области, секретарь Горийского районного комитета КП(б) Грузии, 1-й секретарь Орджоникидзевского, Сталинского районного комитета КП(б) Грузии, секретарь Тбилисского городского комитета КП(б) Грузии по промышленности и транспорту, председатель Исполнительного комитета Тбилисского городского Совета, министр мясной и молочной промышленности Грузинской ССР, министр социального обеспечения Грузинской ССР.
Избирался депутатом Верховного Совета СССР 1-го и 2-го созывов.